# ژاردیم بوتونیکو (بخش فدرال)
ژاردیم بوتونیکو (به پرتغالی: Jardim Botânico) یک منطقهٔ مسکونی در برزیل است که در ناحیه فدرال (برزیل) واقع شده‌است.